# II/9 Armeński Batalion Polowy
II/9 Armeński Batalion Polowy (niem. Armenisches Feld-Bataillon II/9, ros. II/9-й стрелковый батальон) – kolaboracyjny oddział wojskowy Wehrmachtu złożony z Ormian podczas II wojny światowej.

## Historia
Został sformowany we wrześniu 1942 r. w Łochwicy na okupowanej Ukrainie. Wchodził formalnie w skład Legionu Armeńskiego. Był przydzielony do niemieckiej 9 Dywizji Piechoty pod dowództwem gen. Siegmunda Freiherra von Schleinitza jako II batalion. Pod koniec maja 1943 r. wraz z I/125 Armeńskim Batalionem Polowym i I/198 Armeńskim Batalionem Polowym przeniesiono go na tyły frontu do zwalczania partyzantki. Działał w rejonie Siewska. Do jego zadań należała też służba ochronna okolicznych sztabów dywizji frontowych. W końcu czerwca 1943 r. przeniesiono go do południowej Francji, gdzie został rozmieszczony na wybrzeżu Morza Śródziemnego w rejonie Hyères koło Saint Tropez. W okolicy stacjonował I/198 Armeński Batalion Polowy, zaś od kwietnia 1944 r. I/125 Armeński Batalion Polowy. Podlegały one niemieckiej 19 Armii gen. Georga von Sodensterna. Pod koniec kwietnia tego roku II/9 Batalion Polowy wszedł w skład 917 Pułku Grenadierów jako IV batalion. Pułk był częścią 242 Dywizji Piechoty gen. Johannesa Bäßlera. Po inwazji wojsk alianckich na wybrzeżu śródziemnomorskim Francji 14 sierpnia i szybkim złamaniu oporu wojsk niemieckich do końca września, armeńskie bataliony, bardzo osłabione w walkach i z powodu ataków lotniczych (straciły do 80% stanu liczbowego), poddały się aliantom. Po zakończeniu wojny ich żołnierze zostali wydani Sowietom.